# Isala (geslacht)
Isala is een monotypisch geslacht van spinnen uit de  familie van de Thomisidae (krabspinnen).

## Soort
- Isala punctata Koch, 1876